# Контрада Дифеза II (Вибо Валенција)
Контрада Дифеза II је насеље у Италији у округу Вибо Валенција, региону Калабрија.
Према процени из 2011. у насељу је живело 715 становника. Насеље се налази на надморској висини од 5 м.